# Žernovice
Žernovice (deutsch Schernowitz) ist eine Gemeinde in Tschechien. Sie liegt vier Kilometer nordöstlich von Prachatice in Südböhmen und gehört zum Okres Prachatice.

## Geographie

### Lage
Žernovice befindet sich linksseitig über dem Tal des Baches Žernovický potok im Vorland des Böhmerwaldes. Nördlich erhebt sich die Dubovice (675 m), im Nordosten der Kluzí (629 m), südöstlich der Nebahov (788 m) sowie im Süden die Zdenice (758 m) und die Kobylí hora (767 m). Westlich des Dorfes befindet sich am Hügel Žernovický kopec ein ausgedehnter Steinbruch.
Nachbarorte sind Bělečská Lhota und Dubovice im Norden, Na Osulí und Vitějovice im Nordosten, Brdová, Vrbice und Šalava im Osten, Vopičkovna, U Janoušků und Nebahovy im Südosten, Zdenice, Dolejší Chalupy und Hořejší Chalupy im Süden, Bernatů und Prachatice im Südwesten, Staré Prachatice und Ostrov im Westen sowie Městská Lhotka und Vojtášek im Nordwesten.

### Gemeindegliederung
Die Gemeinde Žernovice besteht aus den Ortsteilen Dubovice (Dubowitz) und Žernovice (Schernowitz) sowie den Wohnplätzen Bernatů, Dolejší Chalupy, Hořejší Chalupy und Šalava.

### Nachbargemeinden
| Těšovice   |                                             | Vitějovice |
| Prachatice | Kompassrose, die auf Nachbargemeinden zeigt |            |
|            | Nebahovy                                    |            |

## Geschichte
Die erste schriftliche Erwähnung des Dorfes erfolgte im Jahr 1334 als Besitz des Wilhelm von Strakonitz. Dieser verkaufte die Herrschaft Bavorov 1351 an die Brüder Peter, Jobst, Johann und Ulrich von Rosenberg, die 1355 als neuen Herrschaftssitz die Helfenburg erbauen ließen. Peter Wok von Rosenberg schloss zum Ende des 16. Jahrhunderts die Dörfer Žernovice, Hracholusky, Vitějovice und Svojnice an die Herrschaft Libějovice an. Mit seinem Tod erlosch das Geschlecht der Rosenberger 1611 im Mannesstamm. Seine Besitzungen erbte Johann Georg von Schwanberg. Dessen Sohn Peter von Schwanberg gehörte während des Ständeaufstandes von 1618 zu den Anführern der Aufständischen. Nach der Schlacht am Weißen Berg wurde seine Güter konfisziert und 1620 durch Kaiser Ferdinand II. dem Heerführer Karl von Buquoy für treue Dienste übereignet. Die Herrschaft blieb bis zum Beginn des 19. Jahrhunderts im Besitz der Grafen Longueval von Buquoy. 1801 verkaufte Johann Joseph von Buquoy den Besitz an den Reichsfürsten Joseph II. zu Schwarzenberg, den 1833 sein Sohn Johann Adolf II. zu Schwarzenberg beerbte. Der Domänenverwalter und spätere Amts- und Wirtschaftsdirektor der Herrschaft Franz Horsky baute die Herrschaft ab 1829 systematisch zu einem landwirtschaftlichen Mustergut der k.k. Monarchie auf. Im Jahr 1840 bestand Černowitz mit Kobyli Hora aus 44 Häusern mit 354 Einwohnern. Abseitig lagen die aus zwei Häusern bestehende Einschicht Čihadlo sowie eine emphyteutisierte Mühle am Goldbach. Pfarrort war Prachatitz. Bis zur Mitte des 19. Jahrhunderts blieb das Dorf immer der Allodialherrschaft Libiegitz samt dem Gut Čichtitz untertänig.
Nach der Aufhebung der Patrimonialherrschaften bildete Žernovice ab 1850 mit dem Ortsteil Dubovice eine Gemeinde in der Bezirkshauptmannschaft Prachatice und dem Gerichtsbezirk Netolice. 1886 wurde der Ort dem Bezirksgericht im benachbarten Prachatice unterstellt. Die Freiwillige Feuerwehr bildete sich 1904. Nachdem Prachatice 1938 infolge des Münchner Abkommens an das Deutsche Reich abgetreten werden musste, verblieb Žernovice bei der Tschechoslowakei und gehörte zwischen 1938 und 1945 zum Bezirk Písek und Gerichtsbezirk Netolice. Anfang Mai 1945 stürzte an der Kobylí hora ein amerikanisches Flugzeug ab, wobei der Pilot ums Leben kam. Nach dem Ende des Zweiten Weltkriegs kam die Gemeinde wieder zum Okres Prachatice zurück. Im Jahr 1961 erfolgte die Eingemeindung nach Nebahovy. Nach einem Referendum löste sich Žernovice zum 24. November 1990 wieder von Nebahovy los und bildete eine eigene Gemeinde. Am 1. Mai 1991 wurde Dubovice von Nebahovy nach Žernovice umgemeindet.

## Sehenswürdigkeiten
- Kapelle des hl. Johannes von Nepomuk, erbaut 1892
- Giebelhöfe Nr. 2, 18 und 24 im südböhmischen Bauernbarockstil
- Denkmal für die Gefallenen des Ersten Weltkrieges am Dorfplatz, enthüllt 1930
- mehrere steinerne Kreuze und Bildstöcke; zwei Bildstöcke wurden um 2000 gestohlen; an die Stelle des ältesten ließ der Einwohner Jan Ludačka eine steinerne Nachbildung setzen.
- Gedenkstein am Absturzort des amerikanischen Flugzeuges an der Kobylí hora, gestiftet 1995 durch Jan Ludačka